# Sonotetranychus angiopenis
Sonotetranychus angiopenis är en spindeldjursart som beskrevs av Fabiola Feres och Flechtmann 1995. Sonotetranychus angiopenis ingår i släktet Sonotetranychus och familjen Tetranychidae. Inga underarter finns listade i Catalogue of Life.